# Équipe du Gabon de football
Cet article traite de l'équipe masculine. Pour l'équipe féminine, voir Équipe du Gabon féminine de football.
Maillots
Actualités
L'équipe du Gabon de football est la sélection de joueurs de football gabonais représentant le pays lors des compétitions internationales sous l'égide de la Fédération gabonaise de football.
Ses joueurs étaient surnommés "Azingo" jusqu'en 2000 où ils deviennent "Les Panthères".
L'équipe nationale dispute la première rencontre de son histoire face à la Haute-Volta, match perdu sur le score de cinq buts à quatre.

## Historique
En 1897, Owandault Berre introduit le football au Gabon. Le premier match organisé au Gabon a lieu le 27 novembre 1927 dans le quartier de Glass. Quand Berre meurt le 4 août 1928 à 31 ans, le père Lefèvre prit le relais pour propager le football au Gabon. Le succès fut au rendez-vous et rapidement le Gabon compta de bons éléments. Augustion Chango fut même appelé dans l'équipe de l'AÉF à Brazzaville. De retour au Gabon, il s'investit dans l'organisation du football et crée la ligue et la fédération gabonaise de football en 1962. De même, bon nombre de dirigeants de la Ligue de football de l'Estuaire figurent ainsi parmi les membres fondateurs de la Fédération gabonaise de football : Albert Nkoghe Bekale, Georges Gnambault, Anguilé, Joseph Makosso, Paul Mamadou Ndiaye Emane, Jules Owanlele, Richard Ambouroue, Auguste Walker, Adrien Adjaeno... Parmi les premiers joueurs dès 1962 : Martin Ossey, Aristide Posso, Lamine Diop, notamment. La première édition du championnat national de football se déroule en 1968 et depuis lors le football n'a cessé de se développer au Gabon. Pourtant ce n'est qu'en 1985 que l'équipe nationale "Azingo" remporte son premier trophée international à l'occasion de la Coupe de l'UDEAC en battant en finale le Congo par 3-0, à Masuku. Trois ans plus tard, le Gabon triomphe à nouveau face au Cameroun, à Yaoundé (2-1). La première participation à la Coupe d'Afrique des nations intervient en 1994. En 1996, le Gabon est encore présent et atteint les quarts de finale qu'il perd aux tirs au but contre la Tunisie. Non qualifié pour la CAN 1998, le National Azingo, rebaptisé en 2000 les Panthères, est du voyage au Ghana et au Nigeria. Hormis en 1996 et 2012, le Gabon a toujours été éliminé au 1er tour.
Durant la CAN 2012, les Gabonais, sous l'impulsion de Pierre-Emerick Aubameyang, finissent premiers de leur groupe avec trois victoires en autant de matchs. Ils rencontrent la sélection malienne en quarts de finale et ouvrent le score par l'intermédiaire d'Éric Mouloungui (OGC Nice). Malheureusement pour les Gabonais, les Maliens, par l'intermédiaire de Cheick Diabaté (Girondins de Bordeaux), égalisent à 5 minutes du terme de la rencontre. Il s'ensuit une séance de tirs au but infructueuse pour les locaux qui s'inclinent 5 tirs au but à 4, au grand désarroi d'Aubameyang qui fut le seul à ne pas inscrire son penalty et qui élimine donc son équipe de la CAN malgré un parcours, jusque-là, plus que réussi.
Par la suite, le Gabon ne réalise plus de grandes performances et rentre dans le rang : lors des 4 phases finales continentales suivantes, les partenaires de Pierre-Emerick Aubameyang échouent dès les éliminatoires à l'occasion des CAN 2013 et 2019, tandis qu'ils se qualifient pour les phases finales des CAN 2015 et 2017 (ils étaient le pays hôte de la CAN 2017 et à ce titre qualifiés d'office) sans réussir à passer le premier tour. Lors de la CAN 2017 disputée à domicile, le Gabon quitta la compétition dès les phases poules en terminant 3e de son groupe avec 3 matchs nuls, sans gagner ni perdre de rencontre.
Le Gabon parvient à se qualifier pour la CAN 2021, en réussissant à sortir de son groupe de qualification avec le même nombre de points que la Gambie mais une plus faible différence de buts. Le Gabon termine toutefois d'un point devant la RD Congo pour assurer sa qualification.
Lors de la CAN 2021, le Gabon se trouve dans la poule des Comores, du Ghana et du Maroc. Les Gabonais connaissent des difficultés extra-sportives impliquant notamment le capitaine Pierre-Emerick Aubameyang et Mario Lemina. Les deux joueurs sont exclus du groupe, officiellement pour raisons médicales. Les Gabonais parviennent toutefois à se qualifier pour les huitièmes de finale en terminant deuxièmes de leur groupe derrière le Maroc. Ils sont ensuite éliminés par le Burkina Faso aux tirs au but après avoir fait match nul (1-1).
Le Gabon ne s'est jamais qualifié pour une phase finale de Coupe du monde de football.

## Résultats

### Classement FIFA
| Année              | 1993 | 1994 | 1995 | 1996 | 1997 | 1998 | 1999 | 2000 | 2001 | 2002 | 2003 | 2004 | 2005 | 2006 | 2007 | 2008 | 2009 | 2010 | 2011 | 2012 | 2013 | 2014 | 2015 | 2016 | 2017 | 2018 | 2019 | 2020 |
| ------------------ | ---- | ---- | ---- | ---- | ---- | ---- | ---- | ---- | ---- | ---- | ---- | ---- | ---- | ---- | ---- | ---- | ---- | ---- | ---- | ---- | ---- | ---- | ---- | ---- | ---- | ---- | ---- | ---- |
| Classement mondial | 60   | 64   | 67   | 46   | 63   | 82   | 74   | 89   | 102  | 121  | 111  | 109  | 104  | 95   | 104  | 62   | 48   | 39   | 77   | 42   | 77   | 65   | 76   | 110  | 93   | 85   | 83   | 86   |

### Palmarès
- Coupe UNIFFAC des nations
  - Vainqueur en 1999
- Coupe de l'UDEAC
  - Vainqueur en 1985 et 1988
- Coupe de la CEMAC
  - Vainqueur en 2013
  - Finaliste en 2007
- Championnat d'Afrique des nations des moins de 23 ans
- Vainqueur en 2011 au Maroc  ( participation au J.O 2012 à Londres)

### Meilleure performance
- Coupe d'Afrique des Nations
  - Quart de finale en 2012
- Classement FIFA zone CAF
  - 3e place en 2012

### Parcours en Coupe du monde
| Année | Position     |      | Année         | Position |                        | Année | Position |
| 1930  | Non inscrite | 1974 | Non inscrite  | 2010     | Non qualifiée          |       |          |
| 1934  | Non inscrite | 1978 | Non inscrite  | 2014     | Non qualifiée          |       |          |
| 1938  | Non inscrite | 1982 | Non inscrite  | 2018     | Non qualifiée          |       |          |
| 1950  | Non inscrite | 1986 | Non inscrite  | 2022     | Non qualifiée          |       |          |
| 1954  | Non inscrite | 1990 | Non qualifiée | 2026     | Éliminatoires en cours |       |          |
| 1958  | Non inscrite | 1994 | Non qualifiée | 2030     | À venir                |       |          |
| 1962  | Non inscrite | 1998 | Non qualifiée | 2034     | À venir                |       |          |
| 1966  | Non inscrite | 2002 | Non qualifiée |          |                        |       |          |
| 1970  | Non inscrite | 2006 | Non qualifiée |          |                        |       |          |

### Parcours en Coupe d'Afrique des nations
| Année | Position          |      | Année             | Position |                    | Année | Position |
| 1957  | Non inscrite      | 1982 | Tour préliminaire | 2006     | Tour préliminaire  |       |          |
| 1959  | Non inscrite      | 1984 | Tour préliminaire | 2008     | Tour préliminaire  |       |          |
| 1962  | Non inscrite      | 1986 | Tour préliminaire | 2010     | 1er tour           |       |          |
| 1963  | Non inscrite      | 1988 | Tour préliminaire | 2012     | Quart de finale    |       |          |
| 1965  | Non inscrite      | 1990 | Tour préliminaire | 2013     | Tour préliminaire  |       |          |
| 1968  | Non inscrite      | 1992 | Tour préliminaire | 2015     | 1er tour           |       |          |
| 1970  | Non inscrite      | 1994 | 1er tour          | 2017     | 1er tour           |       |          |
| 1972  | Tour préliminaire | 1996 | Quart de finale   | 2019     | Tour préliminaire  |       |          |
| 1974  | Tour préliminaire | 1998 | Tour préliminaire | 2021     | Huitième de finale |       |          |
| 1976  | Tour préliminaire | 2000 | 1er tour          | 2023     | Tour préliminaire  |       |          |
| 1978  | Tour préliminaire | 2002 | Tour préliminaire | 2025     | À venir            |       |          |
| 1980  | Tour préliminaire | 2004 | Tour préliminaire | 2027     | À venir            |       |          |

## Infrastructures
La sélection gabonaise dispute ses rencontres à domicile au Stade d'Angondjé également nommé "Stade de l'Amitié sino-gabonaise". Cette enceinte est dotée d'une capacité d'environ 40 000 places. Cette dernière est située dans la périphérie nord de Libreville, dans le quartier d'Angondjé. Ce stade est construit à l'occasion de la Coupe d'Afrique des nations 2012 organisée conjointement par le Gabon et la Guinée équatoriale.
Auparavant l'équipe nationale disputait ses matchs au Stade Omar-Bongo qui se situe également dans la capitale gabonaise. Disposant de 30 000 places à la suite d'une rénovation pour recevoir la CAN 2012, il n'est cependant pas retenu pour cette compétition en raison de retards lors des travaux. Cette enceinte accueille par ailleurs de nombreux clubs résidents : le Football Canon 105, le Delta Téléstar Gabon Télécom FC, la JS Libreville, l'USM Libreville et le Stade d'Akébé.

## Joueurs et personnalités

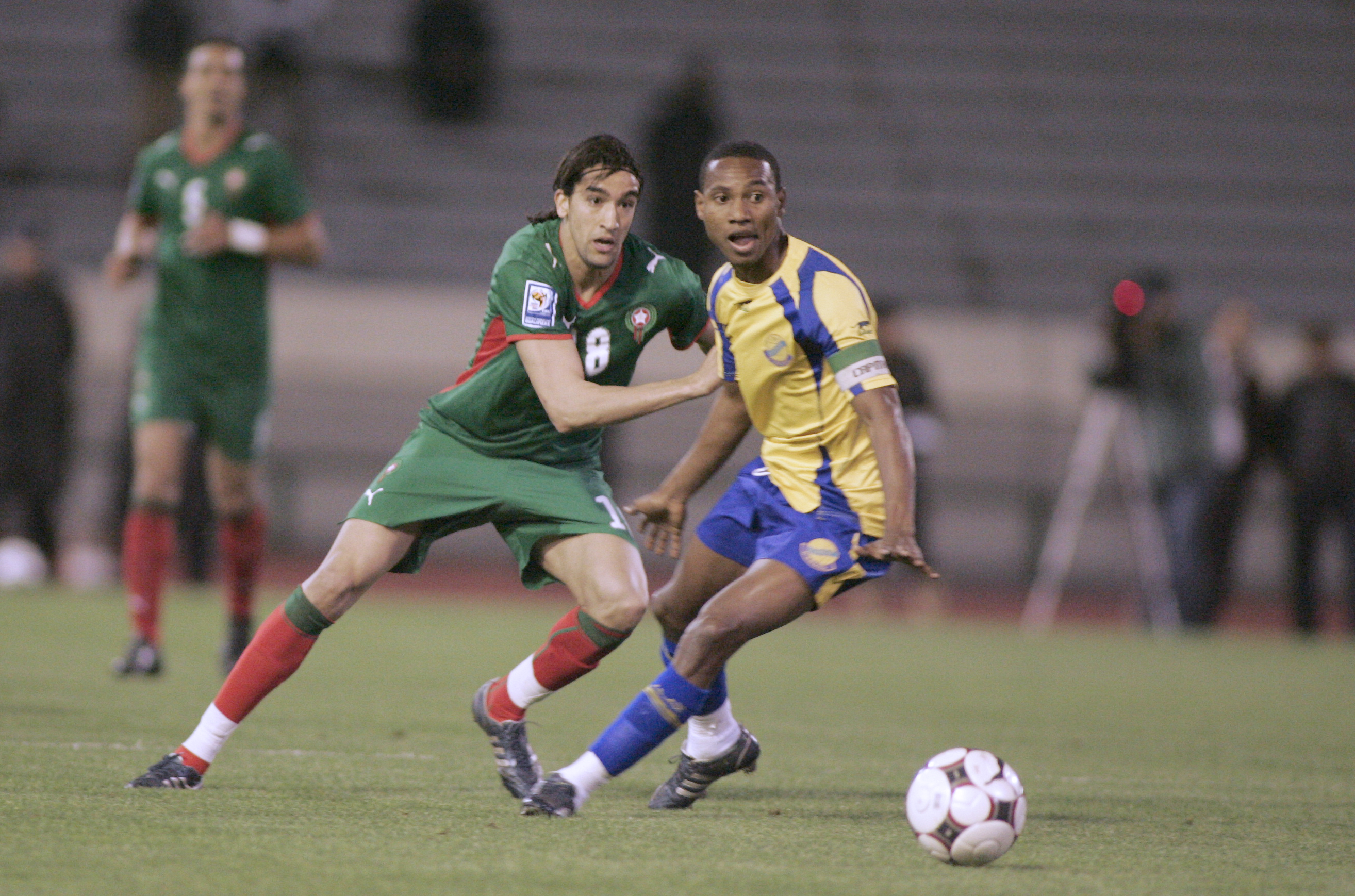
Match qualificatif pour la Coupe du monde 2010 Maroc - Gabon (1-2), le 28 mars 2009. Ici le Gabonais Paul Kessany à la lutte avec Youssouf Hadji.

### Sélectionneurs
(voir aussi Catégorie:Sélectionneur de l'équipe du Gabon de football)
| Période   | Nom                  |
| --------- | -------------------- |
| 1979-1985 | Robert Vicot         |
| 1985-1987 | Alain de Martigny    |
| 1987-1989 | Alain Da Costa       |
| 1989-1991 | Édouard Eroumbengani |
| 1991-1992 | Robert Pintenat      |
| 1992-1994 | Jean Thissen         |
| 1994-1997 | Alain Da Costa       |
| 1997-1998 | Serge Devèze         |
| 1998-2000 | Antônio Dumas        |
| 2000-2002 | Alain Da Costa       |
| 2002-2003 | Michel De Wolf       |

| Période             | Nom                        |
| ------------------- | -------------------------- |
| 2003                | Claude Mbourounot          |
| 2003-2005           | Jairzinho                  |
| 2005-2006           | Raphaël Nzamba-Nzamba      |
| 2006-2010           | Alain Giresse              |
| 2010-2012           | Gernot Rohr                |
| 2012-2013           | Paulo Duarte               |
| 2014-2016           | Jorge Costa                |
| Nov/Déc 2016        | José Garrido (intérim)     |
| Déc 2016-Sep 2018   | José Antonio Camacho       |
| Sep. 2018-mars 2019 | Daniel Cousin              |
| mai 2019-oct. 2023  | Patrice Neveu              |
| depuis oct. 2023    | Thierry Mouyouma (intérim) |

## Soutien et image

### Équipementiers
L'équipe du Gabon possède deux jeux de maillots : un jaune pour les matchs à domicile et un blanc, pour les matchs à l'extérieur. Les couleurs de la tenue de l'équipe font référence à celles du drapeau du Gabon. De 2009 à 2016, l'équipe du Gabon était en contrat avec l'équipementier allemand Puma qui lui fournissait ses tenues et ses équipements. Depuis Décembre 2016, les tenues et équipements sont produits par Adidas. Son contrat avec la firme allemande n'ayant pas été renouvelé, kappa devient son nouvelle équipementier en 2019-2023. Entre la fin 2023 et début 2024 l'équipementier Puma est redevenu l'équipementier de la sélection nationale.

### Sponsors
La Fédération gabonaise de football (FEGAFOOT) et le groupe singapourien Olam se sont unis pour trois ans. « Olam sera l’un des grands partenaires de la fédération gabonaise de football, aux côtés notamment de Puma, devenu récemment l’équipementier officiel des Panthères du Gabon », a déclaré le président de la FEGAFOOT, Placide Engandzas, lors de la signature du contrat de partenariat, jeudi dernier à Libreville, avec le directeur général du groupe singapourien, Gagan Gupta. Engandzas a placé le contrat entre Olam et la FEGAFOOT « dans le cadre de la stratégie marketing définie par notre agent exclusif, Sportvision ». « L’objectif est que nos sociétés partenaires communiquent en utilisant l’image et les valeurs des Panthères du Gabon et de la FEGAFOOT et qu’elles unissent leurs valeurs à celles de notre équipe nationale », a expliqué le patron de la FEGAFOOT. Par ailleurs, Placide Engandzas a fait savoir que la première chaîne de radiotélévision gabonaise, RTG 1, est le diffuseur officiel des rencontres du Onze national.